# Pallacanestro Vigarano 2014-2015
Questa voce raccoglie le informazioni riguardanti la Pallacanestro Vigarano nelle competizioni ufficiali della stagione 2014-2015.

## Stagione
La stagione 2014-2015 della Pallacanestro Vigarano è la prima che disputa in Serie A1 femminile. La squadra è arrivata undicesima in campionato, con 3 punti di penalità.

## Verdetti stagionali
Competizioni nazionali
- Serie A1:

stagione regolare: 11º posto su 13 squadre (8-16);

## Rosa
|    | Naz.                   | Ruolo | Sportivo                   | Anno |     |  |       |
| -- | ---------------------- | ----- | -------------------------- | ---- | --- |  | ----- |
|    | Italia (bandiera)      | A     | Rebecca Ferraro            | 2000 | 178 |  |       |
| 4  | Italia (bandiera)      | C     | Martina Bestagno           | 1990 | 189 |  |       |
| 5  | Italia (bandiera)      | P     | Giulia Moroni              | 1994 | 175 |  | [ 2 ] |
| 6  | Italia (bandiera)      | G     | Veronica Andrenacci        | 1998 | 175 |  |       |
| 7  | Italia (bandiera)      | P     | Francesca Zara             | 1976 | 178 |  |       |
| 8  | Italia (bandiera)      | C     | Emiligrazia Nako Moni Luma | 1997 | 183 |  |       |
| 9  | Serbia (bandiera)      | A     | Tanja Ćirov                | 1981 | 181 |  |       |
| 10 | Stati Uniti (bandiera) | G     | Tyaunna Marshall           | 1992 | 180 |  | [ 3 ] |
| 11 | Italia (bandiera)      | A     | Eleonora Zanetti           | 1994 | 180 |  |       |
| 12 | Italia (bandiera)      | G     | Rosa Cupido                | 1992 | 173 |  |       |
| 13 | Italia (bandiera)      | G     | Greta Brunelli             | 1990 | 176 |  |       |
| 14 | Nigeria (bandiera)     | A     | Uju Ugoka                  | 1993 | 185 |  |       |
| 15 | Italia (bandiera)      | A     | Lorena Venzo               | 1979 | 173 |  |       |
| 18 | Italia (bandiera)      | G     | Francesca Rivaroli         | 1998 | 175 |  |       |